# Мерінешть (Синжерейський район)
Мерінешть (рум. Mărinești) — село у Синжерейському районі Молдови. Входить до складу комуни, адміністративним центром якої є село Синджереїй-Ной.

## Населення
За даними перепису населення 2004 року у селі проживала 1501 особа.
Національний склад населення села:
| Національність       | Кількість осіб | Відсоток   |
| -------------------- | -------------- | ---------- |
| молдавани румуни     | 1298 8         | 86,5% 0,5% |
| українці             | 184            | 12,3%      |
| росіяни              | 8              | 0,5%       |
| гагаузи              | 1              | 0,1%       |
| інша / без відповіді | 2              | 0,1%       |
| Всього               | 1501           | 100%       |